# البهائية في فرنسا

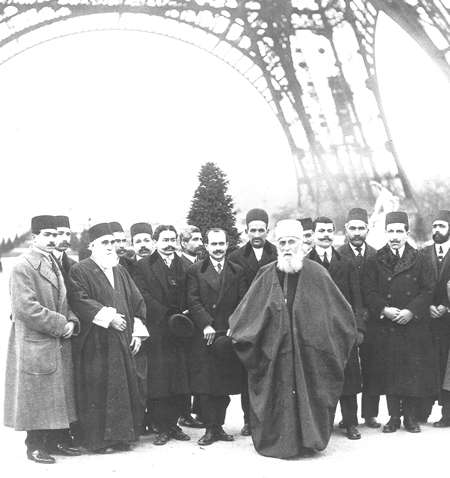
عبد البهاء، بالقرب من برج إيفل في باريس، 1913.

بدأت الديانة البهائية في فرنسا بعد أن لاحظ بعض المواطنين الفرنسيين هذه الديانة ودرسوها في موطنها الأصلي بلاد فارس في منتصف القرن التاسع عشر. أعلن أول أتباع هذه الديانة إيمانهم بها قبيل عام 1900، ثم نمت الجماعة وتعزز فهم بهاء الله ووحيه من خلال زيارة عبد البهاء لفرنسا في أواخر عام 1911 ومطلع عام 1913. ازداد عدد البهائيين، وتجاوزوا العديد من الاختبارات والصعوبات، وأسست الجماعة محفلها الروحاني الوطني عام 1958. وقد تمت دراسة الجماعة عدة مرات من قبل باحثين. ووفقًا لبيانات جمعية أرشيف بيانات الأديان لعام 2005، يوجد ما يقرب من 4,400 بهائي في فرنسا، كما أن الحكومة الفرنسية من بين العديد من الجهات التي أعربت عن قلقها إزاء اضطهاد البهائيين في إيران الحديثة.

## البدايات الأولى

### قبل عام 1900
أفاد عميل فرنسي يعمل في بلاد فارس بإيجاز عن البابية، وهي التعاليم التي جاء بها الباب، المُبشّر ومُمهّد طريق الديانة البهائية، في أربعينيات القرن التاسع عشر بعد ظهورها عام 1844.
وعلى الرغم من أنه لم يكن يؤمن بتلك التعاليم، إلا أن البهائيين يعرفون آرثر دو غوبينو بوصفه الشخص الذي حصل على النسخة الكاملة الوحيدة من التاريخ المبكر للحركة البابية في الإمبراطورية الفارسية، والتي كتبها الحاج ميرزا جان من كاشان، الذي أُعدم على يد السلطات الفارسية حوالي عام 1852. وتوجد هذه المخطوطة حالياً في المكتبة الوطنية في باريس. ويُعرف دو غوبينو أيضاً بين دارسي البابية كونه كتب أول وأهم عرض عن هذه الحركة، أظهر فيه معرفة دقيقة نسبياً بتاريخها، وذلك في كتابه الأديان والفلسفات في آسيا الوسطى. وتضمّن هذا العمل ملحقاً يحتوي على ترجمة رديئة لكتاب البيان العربي للباب، والذي يُعد أول نص بابي يُترجم إلى لغة أوروبية.
وجه بهاء الله، مؤسس الديانة البهائية في القرن التاسع عشر، عدداً من الألواح إلى مسؤولين فرنسيين أو في سياقات مرتبطة بفرنسا حوالي سبعينيات القرن التاسع عشر. وكان من ضمن هذه الألواح لوحان للإمبراطور نابليون الثالث تضمّنهما كتابان بارزان من آثار بهاء الله: سورة الملوك والكتاب الأقدس. ففي الأول، تم اختبار صدق ادعاءات الإمبراطور في الدفاع عن المظلومين، بينما تنبأ الثاني بأنه إن لم يكن صادقاً في تلك الادعاءات، فإن "مملكته ستُلقى في الاضطراب"، و"سوف تزول الإمبراطورية" عنه، وسيتعرض الناس لـ"اضطرابات عظيمة". كما انتقد بهاء الله السفير الفرنسي في القسطنطينية لتآمره مع السفير الفارسي، قائلاً إنه تجاهل تعاليم المسيح كما وردت في الأناجيل، وناصحه هو ومن مثله بأن يكونوا عادلين وألا يتبعوا أهواء نفوسهم. كما كتب لوحاً آخر – لوح فؤاد – بعد وفاة فؤاد باشا في مدينة نيس الفرنسية. وكان فؤاد باشا وزير خارجية السلطان العثماني وشريكاً وفياً لرئيس الوزراء في تنفيذ نفي بهاء الله إلى عكا في فلسطين آنذاك.
ومع ذلك، لم تلقَ ألواح بهاء الله اهتماماً يُذكر في فرنسا آنذاك، إذ كان اهتمام الفرنسيين لا يزال منصباً أكثر على الحياة الدرامية للباب والاضطهاد الذي تعرض له ودينه. وذكر الكاتب الفرنسي هنري أنطوان جول بوا أن "من بين أدباء جيلي، في باريس عام 1890، كان استشهاد الباب لا يزال موضوعاً حيوياً كما كان حاله عند تلقي الخبر أول مرة. كتبنا عنه قصائد، وكانت سارة برنار ترجُو كاتول مندس أن يكتب مسرحية عن هذه المأساة التاريخية". كما أشار الكاتب الفرنسي أ. دو سان-كنتَن إلى الدين في كتاب نُشر عام 1891. ومع كثرة الاهتمام، إلا أن الفهم الحقيقي للدين بقي محدوداً.
في أواخر عام 1894، انتقلت مي بولز (لاحقاً ماكسويل) إلى باريس مع والدتها وشقيقها الذي كان سيلتحق بـمدرسة الفنون الجميلة. وكانت والدتها تأمل أن يساعد الانتقال من أمريكا مي على إيجاد حياة سعيدة، لكنها بقيت تمر بفترات من الاكتئاب الحاد والأرق، بل وراودتها فكرة دخول دير. وفي عام 1897، فقدت مي جدتها وابنة عمها، واللتين كانت قريبة منهما جداً. وفي سن 27، أصبحت مشغولة بفكرة الموت، ولازمت الفراش، ما جعل عائلتها تعتقد بأنها على وشك الوفاة. وفي نوفمبر 1898، توقفت صديقة العائلة فيبي هيرست مع لوا غيتسنجر وآخرين في باريس. وقد صُدمت هيرست عندما رأت مي ذات الثمانية والعشرين عاماً طريحة الفراش بسبب مرضها المزمن. فدعتها إلى السفر معها شرقاً، ظناً منها أن تغيير المناخ سيساعد في شفائها. كما أفصحت غيتسنجر عن الغرض من الرحلة: أداء زيارة الحج إلى عبد البهاء، رئيس الديانة البهائية آنذاك. وصلوا في أوائل ديسمبر، وتأثرت مي تأثراً عميقاً بهذه الرحلة خلال أيام قليلة فقط، ثم عادت إلى باريس في أواخر ديسمبر تقريباً، حيث بقيت لبعض الوقت بناءً على طلب عبد البهاء، وعاشت كبهائية ملتزمة وبدأت في نشر الدين الجديد.
يُعتبر عام 1898 بداية تواجد الديانة البهائية في فرنسا وتشكيل أول مجتمع بهائي في أوروبا. وهو أيضاً العام الذي ضمّت فيه موسوعة لاروس الفرنسية مقالة عن الديانة البابية.

### من عام 1900 حتى الحرب العالمية الأولى
حوالي عام 1900، تعرّف الفرنسي هيبوليت درايفوس [hippolyte dreyfus-barney] والأمريكية لورا كليفورد بارني على الدين البهائي في باريس من خلال بولز. وكان درايفوس أول بهائي فرنسي، وتزوّج الاثنان بعد عقد من الزمان.
سافرت بارني إلى مصر في ربيع عام 1901 لرؤية عبد البهاء، وعادت إلى باريس برفقة ميرزا أبو الفضل گلپایگانی، أحد أعلم علماء الدين، حيث قام أنطون حداد بالترجمة له. وكانت باريس في ذلك الوقت تضم أهم مجتمع بهائي في أوروبا، وكثيرون ممن أصبحوا بهائيين هناك لاحقاً أصبحوا من الشخصيات البارزة في الدين. خلال وجود گلپایگانی في باريس، أصبح أكثر من ثلاثين شخصًا بهائيين. ثم انتقل گلپایگانی من باريس إلى أمريكا في خريف 1901.
وفي نفس الوقت تقريبًا، تعرّف الإنجليزي توماس بريكويل على الدين البهائي من بولز في صيف عام 1901 في باريس. وبطلب من عبد البهاء، استقر بريكويل بشكل دائم في باريس، حيث عمل بحماس لنشر الدين وتأسيس أول مجتمع بهائي في المدينة. وكان بريكويل يتواصل بانتظام مع سكرتير عبد البهاء ومترجمه يونس خان، وكان أول بهائي غربي يقدّم حقوق الله، وهي مساهمة طوعية تستند إلى ما يزيد عن الحاجة المعيشية. توفي بريكويل بسبب مرض السل في 13 يونيو 1902، بعد عام فقط من اعتناقه للدين، إلا أن والده تبعه إلى الدين لاحقًا.
بعد تعرفها على الدين البهائي في واشنطن العاصمة قرابة عام 1898، سافرت جوليت تومسون إلى باريس بدعوة من والدة بارني. وهناك التقت ببريكويل عام 1901، الذي أعطاها وصفاً لغوبينو عن استشهاد الباب بالفرنسية، مما ثبّت إيمانها. وفي باريس كذلك، التقت تشارلز ماسون ريمي الذي كانت تومسون تدرس معه الدين على يد گلپایگانی.
قدّم بولز الدين أيضًا إلى الفرنسية-الأمريكية إدِث ماكاي، التي انتقلت من باريس إلى سيون، سويسرا عام 1903، لتكون أول بهائية تقيم في ذلك البلد. فيما بعد، غادر بولز فرنسا، وتزوج في لندن، ثم انتقل إلى كندا. في عام 1903، زار درايفوس لوا گتسنجر وإديث ساندرسون لرؤية عبد البهاء. وعلى مدى العقود التالية، ترجم درايفوس العديد من الكتابات البهائية وشارك في وفود احتجّت لدى شاه فارس على معاملة البهائيين.
تدّعي الحكومة الإيرانية الحديثة في اتهامات بتواطؤ البهائيين مع قوى أجنبية أن سفير فرنسا في أوائل القرن العشرين اعترف بأن الدين البهائي أداة للاستعمار. لكن المصادر البهائية تشير إلى أن السفير الفرنسي في طهران، المتأثر بتعاليم الدين وتأثيرها الإيجابي، اقترح أن يذهب البهائيون إلى تونس لنشر الدين هناك. وكان درايفوس هو من سعى للحصول على إذن رسمي من السلطات الفرنسية لنشر الدين في تونس. في الواقع، لم يكن الدين البهائي أبدًا مرتبطًا بأي مشروع استعماري أو تغريبي أوروبي-أمريكي.
وجهة النظر هذه دعمتها عالمة الأنثروبولوجيا أليس بيك كيو، وهي باحثة معروفة في شؤون الأمريكيين الأصليين، التي لاحظت أن الدين البهائي يُعتبر من قبل أتباعه ديانةً عالميةً، غير مرتبطة بثقافة معينة أو خلفية دينية أو لغة أو حتى ببلد منشأه. وقد تم بحث هذا الأمر في سياقات تتعلق بالسكان الأصليين من الأمريكيين، واللاتينيين، وسكان إفريقيا جنوب الصحراء، مما يؤكد هذا النهج في الأنشطة البهائية.

من بين الترجمات التي قام بها درايفوس لأعمال بهاء الله كانت كتاب الإيقان، والكلمات المكنونة، ورسالة إلى ابن الذئب. وخلال نفس الفترة، استُلهم أ. ل. م. نيكولا لدراسة البابية بفضل غوبينو، رغم أنه انتقد عمله، بل وبلغ به الأمر أن وصف نفسه بأنه بابي. ترجم نيكولا عدة مجلدات بابية – البيان الفارسي، البيان العربي، ودلائل السبعة، وفي نهاية المطاف اعتقد أن صبح أزل هو الخليفة الشرعي للديانة البابية، وكان متألماً بشدة مما شعر أن البهائيين أبدوه من تجاهل في حق الباب، معتبرين إياه مجرد مقدمة غير مهمة، يوحنا المعمدان، للبهاء. وعندما أدرك بوضوح الوضع المستقل للباب كنبي عظيم في نهاية حياته، كتب:
لا أعرف كيف أشكرك ولا كيف أعبّر عن الفرح الذي يغمر قلبي. من الضروري إذًا ليس فقط الاعتراف بل محبة وإعجاب الباب. هذا النبي العظيم المسكين، المولود في قلب بلاد فارس، دون أي وسيلة تعليم، والذي، وحيدًا في العالم، ومحاطًا بالأعداء، نجح بقوة عبقريته في خلق دين عالمي حكيم. قد يكون بهاء الله قد خلفه في النهاية، ولكنني أريد من الناس أن يعجبوا بجلال الباب، الذي دفع، علاوة على ذلك، بحياته، بدمه، ثمنًا للإصلاحات التي بشر بها. أذكر لي مثالًا مشابهًا. أخيرًا، يمكنني أن أموت بسلام. المجد لـشوقي أفندي الذي هدّأ عذابي وقلقي، المجد له الذي أدرك قيمة السيد علي محمد، الباب. أنا سعيد جدًا لدرجة أنني أقبّل يديك اللتين كتبتا عنواني على الظرف الذي حمل رسالة شوقي. شكرًا لكِ، آنسة؛ شكرًا من أعماق قلبي.
عملت لورا بارني وهيبوليت درايفوس معًا على تحرير وترجمة بعض الأسئلة المجاب عنها. وفي عامي 1905–1906، زارت بارني بلاد فارس، والقوقاز، وروسيا مع درايفوس. كما كتبت مسرحية بعنوان *أبطال الله* عام 1910، تصوّر فيها قصة طاهرة، والتي وُصفت بأنها من حروف الحي وقورنت بـجان دارك لما أحدثته من تغييرات بسبب مثالها الملهم. تزوجت بارني ودرايفوس في أبريل 1911، واتخذا معًا الاسم المركب درايفوس-بارني.
واستكمالًا للعمل السابق في الموسوعة المصورة لاروس، تم إدخال الدين البهائي في الملحق الذي نُشر عام 1906.
في الفترة ما بين 1900–1908، تعرفت ماريون جاك، التي ستصبح لاحقًا معروفة بجهودها في نشر الدين، على البهائية في باريس من خلال ميسن ريمي، عندما كانت طالبة تدرس الرسم والعمارة.
بعد عقد من لقائهما في منزل بولز، وخلال فترة رحلات عبد البهاء إلى فرنسا، تزوجت لورا وهيبوليت، واتخذا الاسم العائلي المركب، واستمرّا في خدمة الدين.
وقد أُشير إلى مساهمة البهائيين الفرنسيين في المعبد البهائي في ويلميت بالولايات المتحدة، حتى بعد أن واجهوا فيضانات باريس الكبرى في يناير 1910.

#### رحلات عبد البهاء في فرنسا
تتناول العديد من المذكرات سفرات عبد البهاء بما في ذلك في فرنسا.

##### الرحلة الأولى
كانت الرحلة الأوروبية الأولى بعد مغادرة عكا في فلسطين تمتد من أغسطس إلى ديسمبر 1911، حيث عاد في تلك الفترة إلى مصر لقضاء الشتاء. كان هدف هذه الرحلات هو دعم المجتمعات البهائية في الغرب ونشر تعاليم والده.
عندما وصل عبد البهاء إلى مرسيليا، استقبله دريفوس. رافق دريفوس عبد البهاء إلى ثونون-ليه-بين على بحيرة جنيف التي تمتد عبر فرنسا وسويسرا.
أقام عبد البهاء في فرنسا لبضعة أيام قبل أن يتوجه إلى فيڤي في سويسرا. وأثناء وجوده في ثونون-ليه-بين، التقى عبد البهاء بـ مسعود ميرزا زل سلطان، الذي طلب لقاء عبد البهاء. كان زل سلطان، الذي أمر بإعدام الملك والمحبوب من الشهداء، هو أكبر أحفاد ناصر الدين شاه قاجار الذي أمر هو الآخر بإعدام إعدام الباب. قامت جولييت تومسون، وهي بهائية أمريكية كانت قد جاءت أيضًا لزيارة عبد البهاء في هذه المرحلة المبكرة من رحلاته، بتسجيل تعليقات دريفوس الذي سمع اعتذار زل سلطان المتلعثم عن الأخطاء الماضية. احتضن عبد البهاء زل سلطان ودعاه هو وأبنائه لتناول الغداء. وبالتالي التقى بهرام ميرزا سردار مسعود وأكبر مسعود، حفيد آخر لناصر الدين شاه قاجار، بالبهائيين، ويبدو أن أكبر مسعود تأثر بشدة بلقاء عبد البهاء. من ثم توجه إلى بريطانيا العظمى.
عند عودته من بريطانيا العظمى، أقام عبد البهاء في باريس لمدة تسع أسابيع، حيث أقام في منزل في 4 شارع كاموان، وخلال هذه الفترة، ساعده دريفوس، وبارني، والسيدة بلومفيلد التي جاءت من لندن. كانت أولى محاضرات عبد البهاء في باريس في 16 أكتوبر، وفي وقت لاحق من نفس اليوم، تجمع الضيوف في حي فقير خارج باريس في منزل للأيتام الذي تديره السيد والسيدة بونسوناي، وهو المنزل الذي نال إعجاب عبد البهاء كثيرًا.
منذ 16 أكتوبر وحتى 26 نوفمبر، كان يُلقي محاضرات تقريبًا كل يوم. وفي بعض الأيام، ألقى أكثر من محاضرة واحدة. يسجل الكتاب محاضرات باريس، الجزء الأول، نصوص محاضرات عبد البهاء أثناء تواجده في باريس للمرة الأولى. المادة في المجلد مستخلصة من ملاحظات السيدة بلومفيلد، وابنتيها وصديق. بينما كانت معظم محاضراته تُعقد في مسكنه، ألقى أيضًا محاضرات في مقر الجمعية الثيوصوفية، في الاتحاد الروحي، وفي 26 نوفمبر تحدث في كنيسة تشارلز واغنر فوييه دي لام. كما التقى بعدة شخصيات بما في ذلك محمد بن عبد الواحد قزويني وسيد حسن تقي زاده. كان خلال أحد اللقاءات مع تقي زاده أن تحدث عبد البهاء شخصيًا لأول مرة عبر الهاتف. من فرنسا سافر عبر أوروبا القارية حتى عاد إلى فرنسا وفي 2 ديسمبر 1911 غادر فرنسا متوجهًا إلى مصر لقضاء الشتاء.
في وقت لاحق ذكر أنه قد زار غرفة مجلس الشيوخ في البرلمان ولكنه "لم يعجب بنظامهم على الإطلاق، ... كان هناك هرج ومرج، ... نهض اثنان منهم واشتباكا في قتال. ... هذا فشل! ... سمّوها مسرحية وليس البرلمان."

##### الزيارة الثانية
وصل عبد البهاء إلى باريس في 22 يناير 1913 كجزء من الرحلة الثانية؛ وكانت الزيارة ستستمر لبضعة أشهر. خلال إقامته في المدينة، واصل إلقاء محاضراته العامة، بالإضافة إلى لقاءاته مع البهائيين، بما في ذلك المحليين، وأولئك القادمين من ألمانيا، وأولئك الذين جاؤوا من الشرق خصيصًا للقاءه. أثناء إقامته في باريس، أقام عبد البهاء في شقة في 30 شارع سان دييدييه والتي تم تأجيرها له من قبل (الآن متزوجة) هيبوليت دريفوس-بارني.
من الشخصيات البارزة التي التقى بها عبد البهاء أثناء وجوده في باريس كان وزير الفارسي في باريس، وعدد من العثمانيين البارزين من النظام السابق، والأستاذ إينيات الله خان، وعالم الشرق البريطاني إ. ج. براون. كما ألقى محاضرة في مساء 12 من الشهر للمتحدثين بالإسبيرانتو، وفي المساء التالي ألقى محاضرة على المتصوفين في فندق موديرن. كما التقى بمجموعة من الأساتذة وطلاب اللاهوت في المعهد اللاهوتي لباستور هنري مونييه؛ وكان باستور مونييه لاهوتيًا بروتستانتيًا مميزًا، ونائب رئيس الاتحاد البروتستانتي في فرنسا، وأستاذًا للاهوت البروتستانتي في باريس.

## التطور والتجارب

### الفترة حول الحروب العالمية
كانت أغنيس ألكسندر قد مرّت بباريس في أكتوبر 1900 لكنها التقت بالدين في أماكن أخرى، وعادت إلى قرب فرنسا مع بداية الحرب العالمية الأولى. كانت في أوروبا تبحث عن وسيلة عبور إلى اليابان بناءً على توجيهات من عبد البهاء. وقد وجدت الفرصة بينما كانت تمر عبر فرنسا في مقطورة الدرجة الثالثة مع جنديين جريحين، ووصلت إلى مارسيليا بأمان مستبدلة تذكرة امرأة ألمانية. وكان كيرتس كيلسي وريتشارد سانت بارب بيكر من البهائيين الذين خدموا في فرنسا أثناء الحرب العالمية الأولى. وكانت إدنا إم. ترو، بهائية منذ عام 1903 وابنة كورين ترو (التي عُرفت لاحقًا كيد من الأسباب)، عضوًا في وحدة الإغاثة من كلية سميث التي خدمت في فرنسا واعتنت باحتياجات الجنود الأمريكيين.
في عام 1928، تم انتخاب أول مجلس روحي محلي للبهائيين في باريس. وفي شتاء نفس العام توفي هيبوليت دريفوس-بارني. وشملت خدمات الجنازة ممثلًا عن المجلس الروحي الوطني للولايات المتحدة، الذي أبلغ أن المجالس المحلية في الولايات المتحدة كانت تقيم خدمات تذكارية له. في 1929–1930 تم عقد أول مؤتمر سنوي لـطلاب البهائيين في باريس. في عام 1931 تم الإشارة إلى الفرنسي غاستون هيس كونه محررًا في اللجنة الخاصة بالمجلد الرابع من دورية عالم البهائيين السنوية وسافر عدد من الطلاب الفارسيين إلى فرنسا جزئيًا لمراجعة الأماكن التي زارها عبد البهاء خلال فترات راحته في دراستهم حتى أن التطورات في 1938–1939 أنهت هذا المشروع. في عام 1936، عقدت ماي ماكسويل (التي كانت تُسمى سابقًا بوليس) اجتماعات حول الدين في ليون مع الفارسي ميرزا عزت الله زبيه. في عام 1945، تمكن ديفيد هوفمان، الذي أصبح لاحقًا عضوًا في بيت العدل الأعظم، من زيارة البهائيين في فرنسا. ونقل تقارير شفهية تفيد بأن الجيستابو قد استجوبت بهائيي باريس. وأفاد بأن البهائيين تمكنوا من الاحتفاظ ببعض الأدبيات لأنهم كانوا قادرين على الإبلاغ بأن مكتبهم قد تعرض لقصف دمر المواد هناك، ولكنهم لم يذكروا أن المواد المخزنة في مكان آخر لم تمس. وكان بعض أعضاء المجتمع ما زالوا موجودين، وبعضهم قد توفي، والبعض اختفى: كانت الآنسة ساندرسون، والسيدة سكوت، والسيدة هيس، والسيد كينيدي من الأحياء، بينما توفيت السيدة كينيدي، وقتلت الآنسة ألكان في غارة جوية، وتوفيت السيدة ستانارد من السرطان، وكان من المعروف أن السيدة مونتغلوري قد أُخذت إلى معسكر اعتقال. ومع ذلك، كانت بعض الاجتماعات لا تزال قادرة على الانعقاد خلال الاحتلال. كما ساعد بهائيون فرنسيون في نشر عدد من الترجمات لمؤلفات بهائية بواسطة ليديا زامنهوف في بولندا، وآني لينش في سويسرا، وآخرين في الثلاثينيات والأربعينيات.

### بعد الحرب العالمية الثانية
كانت الجالية البهائية الفرنسية واحدة من الجاليات القليلة التي بقيت منظمة في أوروبا بعد نهاية الحرب العالمية الثانية. لم يشمل اللجنة الأوروبية للتعليم فرنسا كجزء من مسؤولياتها لإعادة تأسيس الدين في دول أوروبا. في الواقع، تشير الأحداث التي تبرز صحتها النسبيه إلى تحول بهائي جديد، السيدة إ. شميت من نانسي، فرنسا في فبراير 1946 إلى إنشاء جمعية أمريكية وطنية لمتابعة الأخبار الدولية عن الدين في باريس, وشارك دنكان ماكلير في نقل أخبار الوضع في فرنسا في المؤتمر الوطني الأمريكي الذي تم اتخاذ قرار من خلاله لتشكيل لجنة إغاثة في يونيو. على وجه الخصوص، قام بهائيون من الولايات الجنوبية في أمريكا وكندا الشرقية بتنسيق إرسال مساعدات إلى جنوب فرنسا (ملاحظة مرسيليا، ليون، هيير و تولوز)، بينما قامت الولايات الشرقية مرة أخرى وكندا الشرقية بمد يد العون إلى بقية فرنسا، ألمانيا وبريطانيا العظمى. تم ملاحظة خمسة عشر اتصالًا في باريس، ثلاثة في هيير، اثنان في ليون، وواحد في مرسيليا وتولوز لشحن الإغاثة. وقد كانت ماريون ليتل رائدة إلى فرنسا من الولايات المتحدة في 1947 وساهمت في تشكيل مؤسسة النشر. تم ملاحظة أن ستة بهائيين فرنسيين كانوا لا يزالون أسرى حرب في ألمانيا حيث قدمت الجمعية الروحية الوطنية في ألمانيا التماسًا للإفراج عنهم مع مواطني دول أخرى. وتم تلخيص الجالية الفرنسية بأنها مسنّة وقليلة العدد نسبيًا مقارنة مع جهود البهائيين في البلدان الأخرى آنذاك على الرغم من أنها كانت أيضًا أقدم جالية وواصلت عملها في القارة الأوروبية مع وجود Converts جدد في ليون. كما كانت موادهم باللغة الفرنسية تُوزع حول العالم. كما تم الإشارة إلى أن الدين كان حاضرًا في الإمبراطورية الاستعمارية الفرنسية منذ الخمسينيات. انظر على سبيل المثال: البهائية في لاوس، البهائية في كاليدونيا الجديدة والبهائية في السنغال. ومع ذلك، بقي البهائيون في فرنسا عددهم صغيرًا نسبيًا ولم يتغلغلوا في المجتمع الفرنسي على الرغم من أن بهائيين مثل دوروثي بيتشر بيكر سافروا إلى باريس وليون وكان لويسيان ميجيت من بين الأعضاء البارزين في ليون الذين كانوا نشطين بشكل خاص في نشر الدين.
في الواقع، كانت رحلة بيكر تشير إلى مشاركة البهائيين الفرنسيين وآخرين في تقدم الدين بعد الحدود المضطربة للحرب. كان البهائيون الفرنسيون حاضرين في أول مؤتمر تعليمي بهائي أوروبي في 22–26 مايو 1948 في جنيف، والذي تضمن محاضرات عامة باللغة الفرنسية. المؤتمر الثاني من هذا النوع، الذي عقد في 5–7 أغسطس 1948 في بروكسل، كان ميجيت من ليون أحد المتحدثين فيه. في عام 1951، افتتحت البهائيون في باريس مركزًا بهائيًا مفتوحًا للزوار ثلاثة أيام في الأسبوع. في عام 1952، حضر أربعة عشر بهائيًا من جميع أنحاء أوروبا المؤتمر الإقليمي للمنظمات غير الحكومية التابع لقسم المعلومات العامة في الأمم المتحدة الذي عقد في باريس – كانت أكبر مجموعة في المؤتمر هي مجموعة البهائيين وتم انتخاب أوغو جياتشيري رئيسًا لأحد لجانه. في مايو 1953، تم عقد أول مؤتمر بهائي فرنسي حول نشر الدين في ليون، حضره أوغو جياتشيري والفارسيون وآخرون. كجزء من الحملة العشرية، أصبحت سارة كيني من فرنسا فارس من بهاء الله لمهامها التبشيرية في ماديرا. في غضون بضع سنوات، ستعود وتخدم في الجمعية الروحية الوطنية لفرنسا. في مايو 1955 تم الإشارة إلى أول مجموعة من الرواد المنظمين الذين انتقلوا للعيش في أماكن جديدة في فرنسا – ذهب ثمانية بالغين إلى: أورليان، بوردو و بيريغو. في صيف نفس العام، استضافت ليون أول مدرسة صيفية بهائية لجميع فرنسا في الفترة من 12 إلى 20 أغسطس، حيث جذب 63 بهائيًا من 14 مكانًا في فرنسا من بين آخرين بما في ذلك بهائيون من أيامها الأولى في فرنسا وكذلك الرواد الجدد. وكان هذا أيضًا الحدث الذي تم فيه الإعلان عن انتخاب الجمعية الوطنية الفرنسية في عام 1958. تم عقد أول مؤتمر شبابي في شاتورو في فبراير 1956. تم انتخاب أول جمعية محلية في نيس في وقت لاحق من عام 1956. المدرسة الصيفية الثانية في فرنسا، التي عقدت من 24 أغسطس إلى 2 سبتمبر في منتون-جارافان، افتتحت بمؤتمر تعليمي يوم واحد حضره 63 من المؤمنين البالغين، 5 شباب و 15 طفلًا، ممثلين 14 موقعًا فرنسيًا و 7 دول. في ربيع عام 1957، تم انتخاب أول جمعية لأورليان. كان ساناري-سور-مير مكان المدرسة الصيفية البهائية التالية التي حضرها 39 بالغًا وآخرون من العديد من الأماكن في فرنسا وكذلك من كينيا و الكونغو البلجيكي ومدغشقر.

## الجالية الوطنية
في 1957–1958، كانت الجالية الفرنسية جزءًا من الجمعية الوطنية الإقليمية مع جاليات البهائيين في بنلوكس. في المؤتمر الذي عقد لانتخاب الجمعية الوطنية لفرنسا في 1958، كانت إدنا ترو ممثلة الجمعية الوطنية الأمريكية. إشرف هيرمان جروسمان، يد من السبب، على المؤتمر الذي حضره مندوبون من عشرين موقعًا في فرنسا، حيث حضر 77 من أصل 152 بهائيًا في فرنسا آنذاك، بالإضافة إلى ويليام سيرس الذي قادته خطط سفره إلى فرنسا في ذلك الوقت. الأعضاء الذين تم انتخابهم في الجمعية الوطنية الأولى كانوا: سارة كيني، جاك سوغومونيان، فرانسوا بيتي، جويل مارانجيلا، شهاب علائي، ساللي سانور، لوسيان ميجيت، فرهانغ جاويد، وفلورنس باغلي. تم تأسيس الجمعية الوطنية وفقًا للقانون المدني في ديسمبر 1958. كان المؤتمر الوطني الثاني يحتوي على 17 مندوبًا، وذكر التقرير السنوي أن الجالية تتألف من سبع جمعيات، وعشر مجموعات، وعشرون مؤمنًا معزولين، مع 76 مؤمنًا فرنسيًا، و38 فارسيًا، و28 أمريكيًا، و11 من جنسيات أخرى، ليصبح الإجمالي 153 بهائيًا، بما في ذلك تسعة بهائيين جدد تم تسجيلهم خلال العام. جذبت المدرسة الصيفية لعام 1959 95 مشاركًا، بما في ذلك 16 غير بهائيًا، إلى بيولي-سور-مير، مع الدكتور هيرمان جروسمان، وكذلك جيسي ريفيل ممثلة المجلس البهائي الدولي، وهو سلف لـبيت العدل الأعظم.

### الانقسام
في عام 1960، بعد وفاة شوقي أفندي، بدأ ماسون ريمي نزاعًا بين البهائيين حول الإدارة وتم إعلان ريمي منكري العهد. نجح ريمي في جمع عدد من المؤيدين، بما في ذلك غالبية الجمعية الوطنية الفرنسية لعام 1960 التي تم انتخابها في أبريل بالتزامن مع إعلان ريمي. تم حل الجمعية من خلال تقارير يد من السبب أبو القاسم فايزي في أوائل مايو من خلال سلطة الأوصياء، وتم انتخاب تسعة أيد من السبب للعمل بشكل خاص في مركز العالم البهائي من خلال الاقتراع السري، مع تصويت جميع الأيد من السبب الأحياء.
تم إجراء انتخابات لانتخاب جمعية وطنية جديدة في نهاية مايو. وكان أعضاؤها: لوسيان ميجيت، الدكتور بارافروختيه، أ. تامين، هـ. ساميمي، لوسيان مكومب، أ. هـ. نايرني، ي. يزدانيان، ف. بيتي، وسارة كيني. وقف غالبية البهائيين إلى جانب الأيد من السبب خلال هذه القضية. على مر السنين التي تلت عام 1966، لم تكن هناك تنظيمات لمؤيدي ريمي؛ بدأ العديد من الأفراد الذين شاركوا في النزاع تشكيل مجموعاتهم الخاصة استنادًا إلى مفاهيم مختلفة للخلافة.

### النمو المستمر

#### الأنشطة المتزايدة
تم حضور المدرسة الصيفية البهائية لعام 1960 من قبل أيد من السبب الدكتور أديلبرت مولشليغيل والدكتور أوغو جياتشيري مع 83 مشاركًا. في أكتوبر 1961، كان الفنان البهائي مارك توبي أول أمريكي يقيم معرضًا فرديًا في المتحف اللوفر وأول من يفوز بجائزة بينالي فينيسيا بعد عدة سنوات. ذكرت العديد من المقالات الإخبارية عن إنجاز مارك توبي إيمانه بالإضافة إلى كتالوج من 190 صفحة من عرض اللوفر الذي تضمن أكبر عدد من الإشارات إلى الدين بما في ذلك كلمات توبي نفسه. من باريس، انتقل المعرض إلى لندن وبروكسل. في ديسمبر 1961، تم إحياء الذكرى الخمسين لزيارة عبد البهاء الأولى إلى فرنسا في فندق لوتهيا مع ترجمة محدثة لمحاضرات باريس. أنشأت الجمعية الوطنية صندوق النشر باللغة الفرنسية في 1962.
في 1963، عمل أعضاء الجمعيات الوطنية حول العالم كمندوبين في المؤتمر الدولي لانتخاب بيت العدل الأعظم لأول مرة. وكان أعضاء الجمعية الوطنية الفرنسية هم: شهاب علائي، فلورنسا باغلي، الدكتور أ.م. بارافروختيه، سارة كيني، لوسيان مكومب، لوسيان ميجيت، يادلله رافعات، هنرييت ساميمي، وأومر تشارلز تامين.
توسع الدين ديموغرافيًا كما يلي:
في 1952: 3 جمعيات، 3 مجموعات، و6 بهائيين معزولين.
في 1959: 7 جمعيات، 10 مجموعات، و20 بهائيًا معزولين.
في 1963: 7 جمعيات، 10 مجموعات، و18 بهائيًا معزولين.
في 1979: 31 جمعية، 61 مجموعة، و98 بهائيًا معزولين.
تم عقد المدرسة الصيفية البهائية لعام 1964 في بيريغو بحضور يد من السبب جون فيرابي. في 1976، تم عقد مؤتمر دولي حول نشر الدين في باريس. حضرت يد من السبب روحية خانم، في زيارتها الأولى إلى فرنسا، وممثلة لـ بيت العدل الأعظم. حضر حوالي 6000 بهائي من 55 دولة. حضر أيضًا العديد من أيد من السبب: شمساء الله علاي، كوليس فيذرستون، ذكري الله خادم، رحمت الله مهاجر، جون روبارتس، وعلي محمد ورقة. من الحضور البارزين أيضًا: أموش جيبسون، عضو في بيت العدل الأعظم، أديب طاهرزاده، الذي كان مستشارًا قاريًا، وفيروز كازم زاده، عضو في الجمعية الوطنية الأمريكية. في وقت لاحق من نفس العام، تم ملاحظة البهائيين الفرنسيين وهم ينشرون الدين في جمهورية الكونغو. حضر ممثل عن الجمعية الوطنية الفرنسية أول انتخاب للجمعية الوطنية جزر الأنتيل الفرنسية.

#### المشاركة العامة والإعلامية
منذ نشوء الديانة البهائية، حث مؤسسها بهاء الله المؤمنين على المشاركة في التنمية الاجتماعية والاقتصادية، مما أدى إلى أن يصبح الأفراد نشطين في مشاريع مختلفة. في فرنسا، تطورت هذه المشاركة من المشاركة في الفعاليات الاجتماعية العامة إلى أن أصبحت تشمل التطورات الاجتماعية والرعاية التي جلبت تقدير ودعم الحكومة.
في 1966، شارك البهائيون في المعرض الدولي في نيس حيث وزعوا آلاف القطع من الأدبيات. وفي وقت لاحق من نفس العام، أقيم معرض مماثل في مرسيليا. أقيم معرض أصغر في أواخر 1966 في لوتشون. وتكرر الفرصة في نيس في 1967 وتم توازيها في غرينوبل. في 1968، تكرر الحدث في نيس، وهذه المرة تم إضافة مكان آخر في مونبلييه لعرض البهائيين. بينما أقيم حدث أصغر في مرسيليا وسانت-كلو. في 1971–72، نظم شباب البهائيين إعلانًا مقارنة مع فرقة Seals and Crofts بعد الحج البهائي الخاص بهم مع الدعاية ذات الصلة. وفي نفس العام، التقت الجمعية الوطنية رسميًا مع عمدة موناكو. في 1973، تطور الجهود المحلية لنشر الدين في منطقة كليرمون-فيراند إلى تغطية تلفزيونية بين هناك وسويسرا عبر التلفزيون المحلي، وتم الإبلاغ عن أن معظم التحويلات الجديدة كانت من الشباب. في أوائل 1976، أرسلت الجمعية الوطنية إلى جميع الجمعيات المحلية حزمة من المعلومات المناسبة للاستخدام العام حول الأعياد البهائية، ودعم البهائيين للمناسبات مثل يوم الأمم المتحدة، والتي تم تقديمها بدورها إلى وسائل الإعلام المحلية. في نفس الوقت، كان أحد طلاب العمارة في مدرسة الهندسة المعمارية العليا في بوردو قادرًا على صياغة برنامج دراسي حول "الديانة البهائية والهندسة المعمارية" الذي تم تقديمه بعد ذلك إلى الطلاب وأعضاء هيئة التدريس في المدرسة. ربما كانت أول تغطية تلفزيونية وطنية للدين قد حدثت خلال المؤتمر الدولي الذي أقيم في باريس في 1976. بعث كورت فالدهيم، الأمين العام للأمم المتحدة آنذاك، برسالة اعتراف بمساهمات البهائيين في مبادرات الأمم المتحدة إلى المؤتمر. في 1980، أقر البرلمان الأوروبي قرارًا بشأن اضطهاد البهائيين في إيران بعد الثورة الإيرانية والذي تم تأكيده من قبل فرانسوا ميتران، الرئيس آنذاك. في 1981، نظمت جمعية برون حفلًا موسيقيًا ناجحًا.

## المجتمع الحديث
في عام 1987، قامت روحية خانم، يد في سبيل الله، بإحياء ذكرى فترة والدتها في فرنسا من خلال رحلة زارت خلالها البهائيين في 17 مكانًا خلال إقامة استمرت 33 يومًا وصلت في 11 نوفمبر. شملت الفعاليات مؤتمرًا وطنيًا لمدة يومين حول نشر الدين في باريس؛ وسبع تجمعات إقليمية في جميع أنحاء البلاد في نيس، مرسيليا، آنسي، بوردو، نانت، رين، وستراسبورغ، ومؤتمرًا وطنيًا للشباب شارك فيه أكثر من 450 شابًا في ليون. خلال الزيارة، التقت مع مدير "شؤون الطوائف" ورئيس البرلمان الأوروبي السابق سيمون فيل، ورئيس الوزراء السابق، ثم رئيس مجلس النواب جاك شابان-ديلماس، بالإضافة إلى المسؤولين المحليين. خلال الاجتماعات مع البهائيين والزوار، تحدثت كثيرًا عن رحلاتها الأخيرة إلى أفريقيا.
في تمديد للاهتمام الأكاديمي بالدين منذ عام 1900، تم نشر مجلدين من موسوعة الكاثوليكية الفرنسية "Fils d'Abraham" في عام 1987 والتي ذكرت الدين:
 • Longton, Joseph (1987). "Panorama des communautés juives chrétiennes et musulmanes". In Longton, Joseph (ed.). Fils d'Abraham (بالفرنسية). S. A. Brepols I. G. P. and CIB Maredsous. pp. 11, 47–51 (mentions Baháʼís on). ISBN:2-503-82344-0. Archived from the original on 2016-03-03. Retrieved 2016-03-22.
 • Cannuye، Christian (1987). "Les Baháʼís". في Longton، J. (المحرر). Fils d'Abraham. S. A. Brepols I. G. P. and CIB Maredsous. ISBN:2-503-82347-5. مؤرشف من الأصل في 2016-03-03.
في عام 1988، عقد البهائيون اجتماعات إعلامية كبيرة حول مواضيع مثل العالمية والبيئة.
أندريه بروجيور، المعروف بسفره إلى دول العالم، التقى بالدين في 1969 في ألاسكا وانضم إليه. قام بتصوير فيلم وثائقي عن رحلاته وزيارته للبهائيين، تم عرض نسخ منه منذ عام 1977 وكتب عدة كتب تم نشرها بما في ذلك في عام 1984 و1990 وألقى العديد من المحاضرات حول الدين ورحلاته داخل وخارج فرنسا.
حدائق الله – حاول صحفيان فرنسيان، كوليت جوفويون وفيليب جويفيون، دراسة الدين البهائي بشكل موضوعي وحيادي من خلال سلسلة من المقابلات التي نُشرت في عام 1993 بعنوان "Les Jardiniers de Dieu" والتي تم ترجمتها إلى الإنجليزية.
تم إحياء ذكرى الذكرى الـ75 لزيارة ʻعبده البهاء إلى مرسيليا في قصر الفارو في عام 1989. وتمت ملاحظة الذكرى المئوية لأول رحلة في عام 1911 في المدرسة السنوية للبهائيين في إيفيان من 27 أغسطس إلى 3 سبتمبر، حيث استكشف المشاركون ما يعنيه "المشي في طريق ʻعبده البهاء" أثناء مناقشتهم الأنشطة الحالية لمجتمعاتهم. تم نشر عمل مراجع وموسع لمراجعة محاضرات ʻعبده البهاء ومن قابلهم، تزامنًا مع هذه الذكرى المئوية:
- عبد البهاء (أغسطس 2011). جان تي. جايسون (المحرر). أقوال عبد البهاء في فرنسا وسويسرا. باريس، فرنسا: المكتبة البهائية. ISBN:978-2-912155-25-2. مؤرشف من الأصل في 2013-10-19.
- جايسون، جان تي (أغسطس 2011). على ضفاف السين: تاريخ عبد البهاء في فرنسا وسويسرا 1911 و1913. باريس، فرنسا: المكتبة البهائية. ISBN:978-2-912155-26-9. مؤرشف من الأصل في 2012-03-06.
- جايسون، جان تي (أغسطس 2011). كلهم شاهدوا النصر: دليل سير رحلات عبد البهاء إلى الغرب. باريس، فرنسا: المكتبة البهائية. ISBN:978-2-912155-32-0. مؤرشف من الأصل في 2012-03-06.

استمرارًا للتعبير عن قلقها، تناولت الحكومة الفرنسية في عام 1993 قضايا تتعلق بمعاملة البهائيين في إيران الحديثة. ومن ثم، صوتت لصالح قرار في الأمم المتحدة في 1996 عبر عن القلق بشأن مجموعة واسعة من انتهاكات حقوق الإنسان في إيران في قرار تم تبنيه بتصويت نداء الأسماء بعد فشل المفاوضات الأخيرة في تحقيق توافق. واتخذت الحكومة خطوات أخرى عدة مرات. في عام 2010، دعمت المجتمع الدولي في مراقبة معاملة القيادة البهائية المعتقلة. انظر اضطهاد البهائيين.
في عام 1998، حاول البهائيون الفرنسيون معالجة القضايا مع محمد خاتمي.
التردد 19 هي محطة إذاعية وفيديو باللغة الفرنسية على الإنترنت إذاعة بهائية

### التركيبة السكانية
وفقًا لبيانات أرشيف بيانات الدين في العالم لعام 2005، هناك حوالي 4,440 بهائي في فرنسا.

## وصلات خارجية
- الموقع الرسمي للجمعية الروحية الوطنية لفرنسا
- تاريخ بداية الدين البهائي في مرسيليا، 1911
- عرض تقديمي عن بداية الدين البهائي في فرنسا، 1911–1913، بواسطة ليلي و برنارد لو كاسيو
- البهائيون في شامبيري